# Miên Khóa
Miên Khóa (tiếng Trung: 綿課; 1763 – 1826) là một hoàng thân của nhà Thanh trong lịch sử Trung Quốc, người thừa kế 1 trong 12 tước vị Thiết mạo tử vương.

## Cuộc đời
Miên Khóa sinh vào giờ Tuất, ngày 15 tháng 6 (âm lịch) năm Càn Long thứ 28 (1763), trong gia tộc Ái Tân Giác La. Ông là con trai trưởng của Tam đẳng Phụng quốc Tướng quân Vĩnh Kha (永珂) - con trai thứ hai của Trang Thân vương Hoằng Phổ. Mẹ ông là Kế Phu nhân Bác Nhĩ Tế Cát Đặc thị (博爾濟吉特氏).
Năm Càn Long thứ 53 (1788), bá phụ của ông là Trang Thận Thân vương Vĩnh Thường qua đời, ông được thế tập tước vị Trang Thân vương (莊親王) đời thứ 6.
Sau đó ông nhiều lần đảm nhiệm chức Đô thống, Lĩnh thị vệ Nội đại thần, Ngự tiền đại thần (御前大臣).
Năm Gia Khánh thứ 18 (1813), xảy ra khởi nghĩa Thiên Lý giáo ở Tử Cấm Thành, ông được mệnh cầm quân phản kích. Sau đó, ông bị bãi miễn chức vụ và bị phạt bổng lộc, nhưng sau khi điều tra thì lại được phục chức.
Năm Đạo Quang thứ 2 (1822), Đạo Quang Đế hạ chỉ vì ông tu sửa Dụ lăng Long Ân điện một cách qua loa nên hàng vị Quận vương. Năm thứ 4 (1824), công trình tu sửa thành công, ông được phục vị Thân vương.
Năm thứ 6 (1826), ngày 2 tháng 4 (âm lịch), giờ Dần, ông qua đời, thọ 64 tuổi, được truy thụy Trang Tương Thân vương (莊襄親王).

## Gia quyến

### Thê thiếp

#### Đích Phúc tấn
- Hoàn Nhan thị (完颜氏), con gái của Khinh xa Đô úy kiêm Tham tướng Cáp Phong A (哈丰阿), là chị gái của Thứ phi Hoàn Nhan thị của Gia Khánh Đế.

#### Trắc Phúc tấn
- Du thị (俞氏), con gái của Phúc Sơn (福山).
- Hạ thị (夏氏), con gái của Hòa Thân Bố (和申布).
- Vương thị (王氏), con gái của Linh Châu (靈珠).

#### Thứ Phúc tấn
- Hồng thị (洪氏), con gái của Hồng Kim Đạc (洪金鐸).
- Mã thị (馬氏), con gái của Mã Đống (馬棟).
- Triệu thị (趙氏), con gái của Thư Long A (舒隆阿).
- Lý thị (李氏), con gái của Lý Văn Bảo (李文保).
- Trương thị (張氏), con gái của Trương Thư Thân (張書紳).

### Hậu duệ

#### Con trai
1. Dịch Anh (奕英; 1785 – 1786), mẹ là Trắc Phúc tấn Du thị. Chết yểu.
2. Nhị tử (1786 – 1786), mẹ là Đích Phúc tấn Hoàn Nhan thị. Chết yểu.
3. Dịch Phương (奕芳; 1797 – 1798), mẹ là Thứ Phúc tấn Mã thị. Chết yểu.
4. Dịch Bối (奕貹; 1799 – 1832), mẹ là Thứ Phúc tấn Hồng thị. Được phong làm Tam đẳng Phụng quốc Tướng quân (三等奉國將軍), nhưng sau bị đoạt tước. Có hai con trai.
5. Ngũ tử (1801 – 1802), mẹ là Trắc Phúc tấn Hạ thị. Chết yểu.
6. Dịch Quý (奕貴; 1801 – 1820), mẹ là Trắc Phúc tấn Hạ thị. Vô tự.
7. Dịch Duệ (奕叡; 1802 – 1849), mẹ là Trắc Phúc tấn Hạ thị. Được phong làm Phụng ân Tướng quân. Có một con trai.
8. Bát tử (1803 – 1804), mẹ là Trắc Phúc tấn Hạ thị. Chết yểu.
9. Dịch Thưởng (奕賟; 1806 – 1865), mẹ là Thứ Phúc tấn Triệu thị. Được phong làm Phụng ân Tướng quân kiêm Nhị đẳng Thị vệ. Có năm con trai.
10. Thập tử (1807 – 1808), mẹ là Thứ Phúc tấn Triệu thị. Chết yểu.
11. Thập nhất tử (1808 – 1808), mẹ là Thứ Phúc tấn Triệu thị. Chết yểu.
12. Dịch Canh (奕賡; 1809 – 1848), mẹ là Trắc Phúc tấn Hạ thị. Được phong làm Tam đẳng Thị vệ. Có bảy con trai.
13. Dịch Tân (奕賓; 1814 – 1860), mẹ là Trắc Phúc tấn Hạ thị. Năm 1826 được thế tập tước vị Trang Thân vương. Năm 1838 bị đoạt tước. Có một con trai.